# At the Pershing/But Not for Me
At the Pershing/But Not for Me è un album del pianista statunitense Ahmad Jamal pubblicato nel 1958 dalla casa discografica Argo e successivamente pubblicato su CD nel 1997 dalla casa discografica Chess.

## Il disco
L'album è stato registrato dal vivo al Pershing Lounge del Pershing Hotel di Chicago, dove il Trio di Ahmad Jamal si era stabilito, in una sessione di diversi set, interamente registrata per un totale di 43 tracce, otto delle quali furono scelte per la pubblicazione su disco. Si tratta del primo album di Ahmad Jamal dal vivo ed anche il primo per la casa discografica Argo.
L'album non contiene composizioni originali di Jamal, ma riarrangiamenti di standard molto conosciuti, interpretati alla sua maniera dal pianista, con il suo tipico incedere, il fraseggio e l'”uso dello spazio” come ebbe a dire Miles Davis. Tra i vari brani spicca la lunga versione di Poinciana (brano del quale esiste anche una versione più breve pubblicata in singolo) che è rimasta emblematica dello stile del pianista ed è forse il suo brano più famoso.
Il disco fu accolto molto tiepidamente dalla critica, con connotazioni anche negative, in linea con la definizione di “pianista da piano bar” con cui gran parte della critica l'aveva etichettato, nonostante l'apprezzamento di molti colleghi. Pur non disconoscendo la tecnica del pianista e del trio in generale, l'autorevole rivista Down Beat affermò che la musica non era né emotivamente, né melodicamente incisiva. Dovettero ricredersi ben presto, dal momento che nel Dicembre dello stesso 1958 la stessa rivista affermò che il disco aveva venduto 47.000 copie, quando 15-20.000 erano già un buon successo. L'album rimase nelle classifiche di Billboard per 107 settimane e nel 1994 in occasione della nomina al National Endowment for the Arts, è stato dichiarato che l'album ha venduto negli anni oltre un milione di copie.

## Tracce
1. "But Not For Me" - (George Gershwin, Ira Gershwin) - 3:32
2. "The Surrey with the Fringe on Top" -  (Richard Rodgers, Oscar Hammerstein II)  - 2:35
3. "Moonlight In Vermont" -  (Karl Suessdorf, John Blackburn)  - 3:09
4. "(Put Another Nickel In) Music, Music, Music" -  (Bernie Baum, Stephen Weiss)  - 2:56
5. "Greater Love" -  (Isham Jones, Marty Symes)  - 3:26
6. "Poinciana" -  (Buddy Bernier, Nat Simon)  - 8:07
7. "Woody N' You"  - (Dizzy Gillespie)  - 3:40
8. "What's New?"  - (Bob Haggart, Johnny Burke)  - 4:11

## Formazione
- Ahmad Jamal – pianoforte
- Israel Crosby - contrabbasso
- Vernel Fournier - batteria